# Kámeshkovo
Kámeshkovo (del ruso: Камешково) es una ciudad del óblast de Vladímir, en Rusia, centro administrativo del raión homónimo. Está situada a 41 km al nordeste de Vladímir. Contaba con 13.494 habitantes en 2010.

## Historia
La ciudad nace a finales del siglo XIX debido a la construcción de una fábrica textil (hilado y tejido). Tiene estatus de ciudad desde 1951. 

## Demografía
| 1959   | 1970   | 1979   | 1989   | 1996   | 2002   | 2008   |
| ------ | ------ | ------ | ------ | ------ | ------ | ------ |
| 11 800 | 12 900 | 14 100 | 15 100 | 15 000 | 16 000 | 13 683 |

## Cultura y lugares de interés
En los alrededores de la ciudad hay diversos monumentos arquitectónicos de entre los siglos XII a XIX, como la iglesia Voskresenskaya (Воскресенская церковь) de 1794 en el pueblo Voskresénskoye, la iglesia del Icono de la Madre de Dios Georgiana (церковь Грузинской Богоматери) de 1812 en el pueblo Gatisha y la iglesia de la Santísima Trinidad (Троицкая церковь) de 1801 en el pueblo Gorki.

## Industria y transporte
La mayor empresa de la ciudad sigue siendo la fábrica textil de telas de algodón, gasa y algodón industrial. En las proximidades se encuentra una fábrica electrotécnica y empresas de la industria agroalimentaria.
La ciudad está en el ferrocarril abierto en 1862 entre Moscú y Nizhni Nóvgorod (kilómetro 235) por el que discurren una gran parte de los trenes del ferrocarril Transiberiano en su camino desde el oeste de Moscú.